# Kevin Volchok

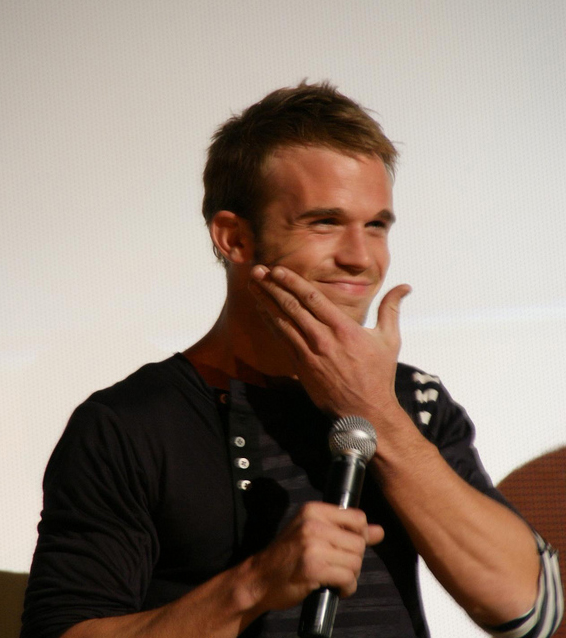
Cam Gigandet, de acteur die Kevin Volchok speelt

Kevin Volchok, gespeeld door acteur Cam Gigandet, is een personage uit de televisieserie The O.C..

## Seizoen 3
Volchok is een surfer en verschijnt voor het eerst in de serie als Johnny Harpers rivale. Johnny wordt pissig op Volchok als hij zoent met zijn vriendin Casey. Ryan Atwood probeert een gevecht te voorkomen, maar slaat hem zelf uiteindelijk.
Volchok wil wraak, maar Ryan lijkt er niet op in te gaan. Zo snijdt hij met een sleutel de tekst "Lil Bitch" op zijn auto en chanteert en ontvoert Marissa Cooper, Ryans vriendin. Ryan vertelt hem dat als hij wil vechten, het een gevecht is tot de dood erop volgt. Hierdoor schrikt hij Volchok af.
Als Johnny overlijdt, gaat hij hier op een vreemde manier mee om. Hierdoor schept hij een band met Marissa, die ook gebroken is door de dood van Johnny. Volchok verschijnt opnieuw in Ryans leven als blijkt dat Ryan nu een relatie heeft met Sadie Campbell, Volchoks ex-vriendin. Uiteindelijk krijgt hij een relatie met Marissa. Hij heeft een slechte invloed op haar, waardoor zij vervreemd raakt van haar vrienden en familie.
Hun relatie duurt lang, maar als Marissa hem betrapt als hij een ander zoent, dumpt ze hem. Dezelfde avond steelt hij geld van Taylor Townsend, waardoor Ryan hem in zijn eigen huis in elkaar slaat. Het loopt zo uit de hand, dat Ryan hem uiteindelijk brengt naar het ziekenhuis. Volchok verlinkt hem niet bij de politie, maar besluit Ryan te chanteren. Zo dwingt hij hem mee te doen aan een auto inbraak.
Marissa wijst hem opnieuw af als hij zich emotioneel openstelt voor haar. Volchok wordt boos en duwt met zijn auto haar auto van de weg. De auto rolt van een heuvel, waardoor Marissa overlijdt.

## Seizoen 4
Volchok besluit te vluchten naar Mexico. Ryan wil wraak en krijgt hulp van Julie Cooper, Marissa's moeder. Hij gaat, samen met Seth Cohen naar Mexico om Volchok te overhalen om zich aan te geven. Hij weigert.
Volchok zoekt advies bij advocaat Sandy Cohen. Sandy helpt hem, maar heeft wel een afschuw voor de moordenaar. Na een confrontatie met Ryan, is nu bekend dat hij zijn straf uitzit in de gevangenis.